# فرانکو ولپی
فرانکو وُلپی (ایتالیایی: Franco Volpi؛ ‏ ۱۱ ژوئیه ۱۹۲۱ – ۱ ژانویه ۱۹۹۷) بازیگر و صداپیشه اهل ایتالیا بود.
او حرفهٔ بازیگری را با تئاتر و در سالن نمایشی آغاز نمود که مدیریت آن را رنتسو ریچی و لائورا آدانی بر عهده داشتند. وی همکاری نزدیکی نیز با ارنستو کالیندری در تئاتر، تلویزیون و فیلم‌های تبلیغاتی داشت. وی را یکی از نخستین ستاره‌های مینی سریال‌های تلویزیون ایتالیا می‌دانند.
وُلپی در س ۷۵ سالگی در اثر ابتلا به سرطان درگذشت.